# Aljaksej Kischou
Aljaksej Kischou (belarussisch Аляксей Кішоў; russisch Алексей Кишов/Alexei Kischow; englisch Aliaksei Kishou; * 23. September 1986 in Sluzk, Belarussische SSR, UdSSR) ist ein belarussischer Handballtorwart.

## Karriere
Aljaksej Kischou lief in der Spielzeit 2002/03 für SKA R.U.O.R. Minsk im EHF Challenge Cup das erste Mal international auf. Nach einem Wechsel zum Lokalrivalen SKA Minsk blieb er diesen bis zur Saison 2010/11 treu. In der Zeit bei den Hauptstädtern nahm der Torwart viermal am EHF-Cup, zweimal am Cup winners' Cup sowie ein weiteres Mal am EHF Challenge Cup teil. 2012/13 wurde Aljaksej von GK Newa St. Petersburg verpflichtet, mit den Russen nahm er 2012/13 und 2013/14 in der EHF-Champions-League- sowie 2014/15 an der EHF-Europa-Pokal-Gruppenphase teil. Ab 2015/16 lief der Rechtshänder für Handball Tirol in der Handball Liga Austria auf. 2018 wechselte der Torhüter für zwei Jahre zurück nach Minsk zu SKA Minsk. 2020 wurde er wieder von Handball Tirol verpflichtet. 2024/25 konnte der Handballtorwart mit den Tirolern den österreichischen Pokalbewerb gewinnen.
2007 nahm Kischou mit der Belarussischen Beachhandball-Nationalmannschaft an den Beachhandball-Europameisterschaften in Misano Adriatico teil und wurde mit seiner Mannschaft Achter.
Mit der belarussischen Männer-Handballnationalmannschaft nahm der Torwart an den Europameisterschaften 2014 (12. Platz), 2016 (10. Platz) und 2020 (12. Platz) sowie der Weltmeisterschaft 2021 (17. Platz) teil.